# Luxusjavak
Luxusjavaknak hívja a mikroökonómia azokat a javakat, amelyeknek a kereslete a jövedelem változásánál nagyobb arányban nő, szemben a létszükségleti és alsóbbrendű javakkal. A luxusjavak esetében a kereslet jövedelemrugalmas (a jövedelemrugalmasság nagyobb 1-nél – 1% jövedelemnövekedés a luxusjavak iránti kereslet 1%-nál nagyobb mértékű növekedéséhez vezet), ami azt jelenti, hogy ahogy a fogyasztóknak nő a jövedelme, egyre többet és többet vásárolnak az ilyen típusú javakból. Mindez fordítva is igaz: a jövedelem csökkenésével a jövedelemnél nagyobb mértékben csökken a luxusjavak iránti kereslet. 
Azonban meg kell említenünk, hogy a luxusjavak nem minden jövedelemszinten teljesítik ezeket a feltételeket: bizonyos szinteken normál vagy akár alsóbbrendű jószágként is viselkedhetnek. Például egy magas jövedelemmel rendelkező fogyasztó luxusautókereslete kezdetben a jövedelemnövekményénél nagyobb arányban növekszik, de amikor már milliárdokra tesz szert, autók helyett repülőket kezd el vásárolni. Ebben az esetben egy adott jövedelemszinten a luxusautó alsóbbrendű jószággá válik, hiszen a jövedelem növekedése a kereslet csökkenéséhez vezet.